# Formica gagatoides
Formica gagatoides (Полярный муравей) — вид средних по размеру муравьёв подрода Serviformica рода Формика (Formica) из подсемейства Formicinae. Длина тела одноцветно чёрных рабочих муравьёв 4,5—5,7 мм, крылатых самцов и самок — 6,0—7,5 мм.
Включён в Красную книгу Челябинской области.

## Распространение
Севернее 60 с.ш. Тундровая зона Европы и Сибири, Дальний Восток. Скандинавия, Россия (от Архангельской области до Камчатки; Сахалин), Япония (Хоккайдо, Хонсю).

## Классификация
Данный вид относится к подроду Serviformica, включающему самых примитивных представителей рода Формика.